# BMW Z8 (E52)
O BMW Z8 é um automóvel roadster de 2 portas que foi produzido pela BMW entre 1999 e 2003. Ele recebeu o código de modelo BMW E52.
O Z8 foi desenvolvido sob o codinome "E52" entre 1993 e 1999, através dos esforços de uma equipe de design liderada por Chris Bangle de 1993 a 1995. O exterior foi projetado por Henrik Fisker e o interior por Scott Lempert até 1995, quando Lempert deixou a BMW e o estilo foi aprovado. O Z8 foi originalmente concebido como um exercício de estilo destinado a evocar e celebrar o BMW 507 de 1956-1959. Protótipos foram observados em testes entre 1996 e 1999. Um conceito foi desenvolvido mais tarde para visualizar o Z8, chamado de Z07 e foi apresentado em outubro de 1997 no Salão do Automóvel de Tóquio de 1997.
Entre 1999 e 2003 foram produzidas 5703 unidades do Z8.